# Pany Yathotou

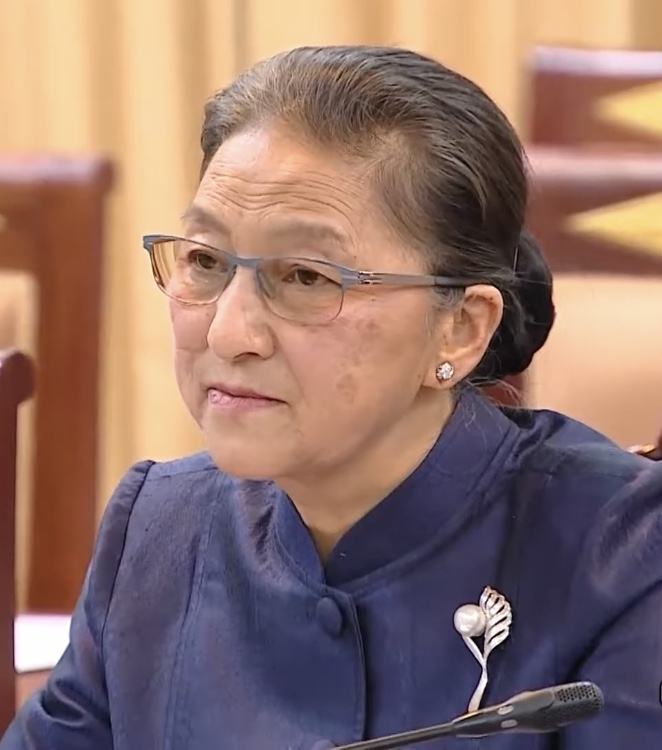
Pany Yathotou (2019)

Pany Yathotou (laotisch: ປານີ ຢາທໍ່ຕູ້; * 18. Februar 1951 in der Provinz Xieng Khouang) ist eine laotische Politikerin und Mitglied der Laotischen Revolutionären Volkspartei.

## Leben
Von 1988 bis 1997 war sie Vorsitzende und Gouverneurin der Bank der Demokratischen Volksrepublik Laos, der Zentralbank des Landes. Yathotou wurde 1998 Mitglied der Nationalversammlung. Von 2010 bis 2021 war sie Präsidentin der Nationalversammlung von Laos. Yathotou gehört der laotischen Volksgruppe der Hmong an. Sie ist die erste Frau, die zum Vizepräsidenten von Laos gewählt wurde.
Medien berichteten fälschlicherweise darüber, Yathotou sei am 17. Mai 2014 bei einem Flugzeugabsturz gestorben. Sie saß jedoch nicht im Flugzeug.